# Mia REGINA
Mia REGINA는 음반회사인 란티스와 소속사 디어 스테이지에 소속돼 있는 그룹이다. 사사카마 리스코(리더)와 키리시마 와카(서브리더), 우에바나 후우리가 소속돼 있다.

## 작품

### 싱글
- 2016년 8월 24일-ETERNALエクスプローラー(TVアニメ『ももくり』TVエンディング主題歌)
- 2016년 10월 26일-蝶結びアミュレット(TVアニメ『装神少女まとい』OP主題歌)
- 2017년 4월 26일-My Sweet Maiden / Welcome To Our Diabolic Paradise(TVアニメ『sin 七つの大罪』OP/EDテーマ)
- 2017년 11월 15일-kalmia/twinkle(TVアニメ『Code：Realize ～創世の姫君～』OP/ED主題歌)
- 2017년 12월 13일-YES or NOstalgic!!!
- 2018년 2월 28일-Dear Teardrop(TVアニメ『citrus』EDテーマ)
- 2018년 11월 14일-純正エロティック(TVアニメ『閃乱カグラ SHINOVI MASTER -東京妖魔篇-』エンディング主題歌)

### 앨범
- 2016년 12월 7일-THAT’S A FACT!